# Bruce Murray
Pour les articles homonymes, voir Bruce Murray.
Bruce Murray est un footballeur international américain, né le 25 janvier 1966 à Germantown dans le Maryland.

## Carrière
Formé au sein des Clemson Tigers de l'Université de Clemson, ses performances lui valent d'être cité au sein la College Team of the Century (en) (en français : « équipe universitaire du siècle ») par le magazine Soccer America Magazine (en). 
Il réalise par la suite une carrière professionnelle aux États-Unis (en American Soccer League puis en American Professional Soccer League) et en Europe, où il peine cependant à percer, d'autant que les blessures le forcent à prendre sa retraite en 1995, à seulement 29 ans.  
Régulièrement sélectionné en équipe nationale, il compte 86 capes au cours desquelles il inscrit 21 buts (dont un lors de la coupe du monde 1990), ce qui en fait le meilleur buteur de l'histoire de la sélection au moment de sa retraite. Il participe également avec l'équipe nationale à la Gold Cup 1991 (remportée par les américains) et à la Coupe des confédérations 1992.
Sélectionné également en équipe nationale de futsal, il fait partie de l'équipe américaine qui participe à la première coupe du monde de la spécialité, en 1989, et qui en termine à la troisième place.  
Reconverti comme entraîneur, il entraîne à la fin des années 2000 la Carolina Elite Soccer Academy à Greenville.

## Palmarès
- Trophée Hermann 1987

## Source
- (en) Cet article est partiellement ou en totalité issu de l’article de Wikipédia en anglais intitulé « Bruce Murray (soccer) » (voir la liste des auteurs).